# Wspinaczka na czas

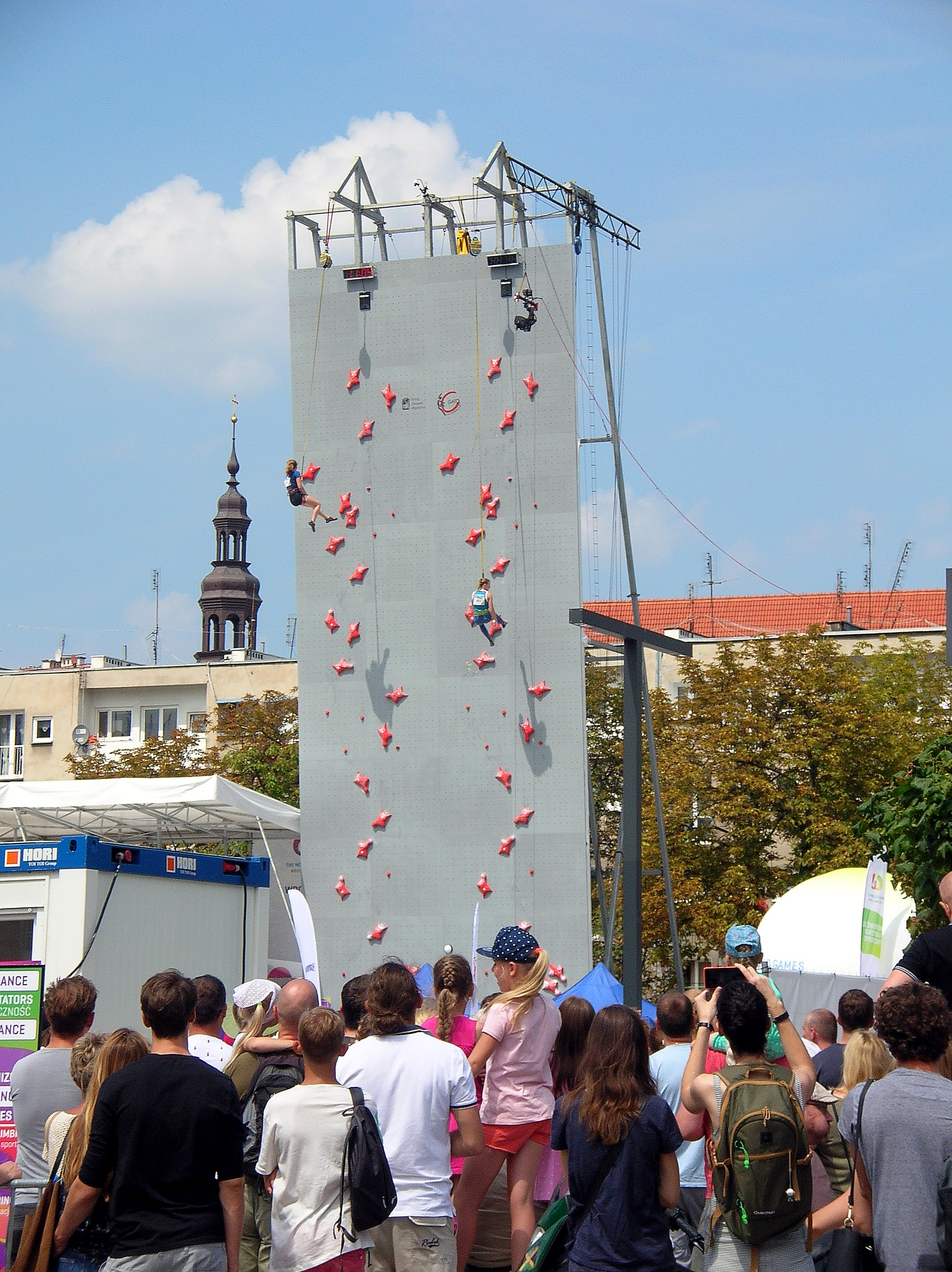
Wspinaczka w duelu na czas podczas World Games 2017 we Wrocławiu

Wspinaczka na czas – rodzaj wspinaczki, gdzie o wyniku decyduje czas pokonania drogi podczas zawodów wspinaczkowych. Jako konkurencja sportowa jest jedną z trzech części wspinaczki sportowej, polegającą na równoczesnym wspinaniu się (wyścig w duelu) dwóch zawodników po równoległych drogach.

## Zasady
Wspinacze startujący w zawodach w konkurencji na czas wspinają się na ścianę, pokonując standardową drogę o wysokości 15 m w formacie duelu, w czasie: mężczyźni 5–6, a kobiety 6–7 sekund.
Format tej konkurencji, wspinaczki sportowej w duelu, polega na równoczesnym wspinaniu się dwóch zawodników w sposób naprzemienny po dwóch równoległych drogach (drogą A i B). Naprzemienność wyścigu polega na możliwości pokonaniu przez każdego zawodnika ścieżki A oraz B, do klasyfikacji końcowej zalicza się jeden najlepszy wynik (uzyskany z obu wejść na szczyt).

## Rekord świata
Aktualnymi rekordzistami świata we wspinaczce sportowej na czas są:
- wśród mężczyzn Amerykanin Sam Watson – 4,74 s (rekord ustanowił 8 sierpnia 2024(dts) podczas Igrzysk Olimpijskich w Paryżu)[1],
- wśród kobiet Polka Aleksandra Mirosław – 6,06 s (rekord ustanowiła 5 sierpnia 2024(dts) podczas Igrzysk Olimpijskich w Paryżu)[2].

## Polscy mistrzowie olimpijscy
Kobiety
- Aleksandra Mirosław: 2024

## Polscy mistrzowie świata
Kobiety
- Aleksandra Mirosław (dwukrotnie): 2018, 2019
- Natalia Kałucka: 2021[3]

Mężczyźni
- Marcin Dzieński: 2016